# Diheptylftalaat
Diheptylftalaat of DHP (Engels: diheptyl phthalate) is een organische verbinding met als brutoformule C22H34O4. De stof komt voor als een reukloze kleurloze vloeistof, die zeer slecht oplosbaar is in water.
Diheptylftalaat wordt gebruikt als weekmaker.